# Rallye-Weltmeisterschaft 1992
Die FIA-Rallye-Weltmeisterschaft 1992 wurde am 23. Januar in Monte Carlo gestartet und endete am 25. November in Großbritannien. Insgesamt wurden 14 Weltmeisterschaftsläufe auf vier Kontinenten gefahren. Der Spanier Carlos Sainz senior gewann den zweiten Weltmeistertitel.

## Fahrzeuge

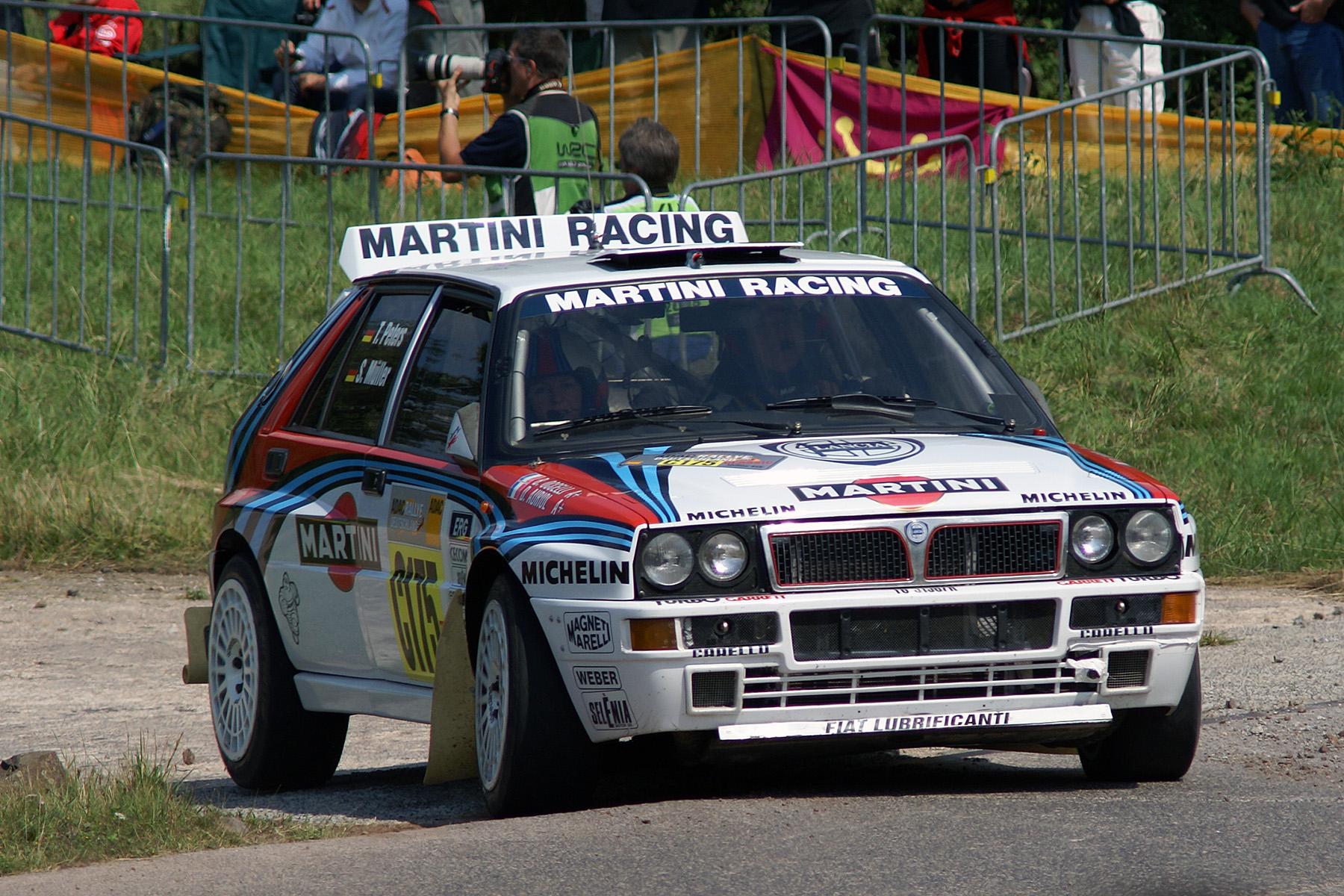
Lancia Delta HF Integrale
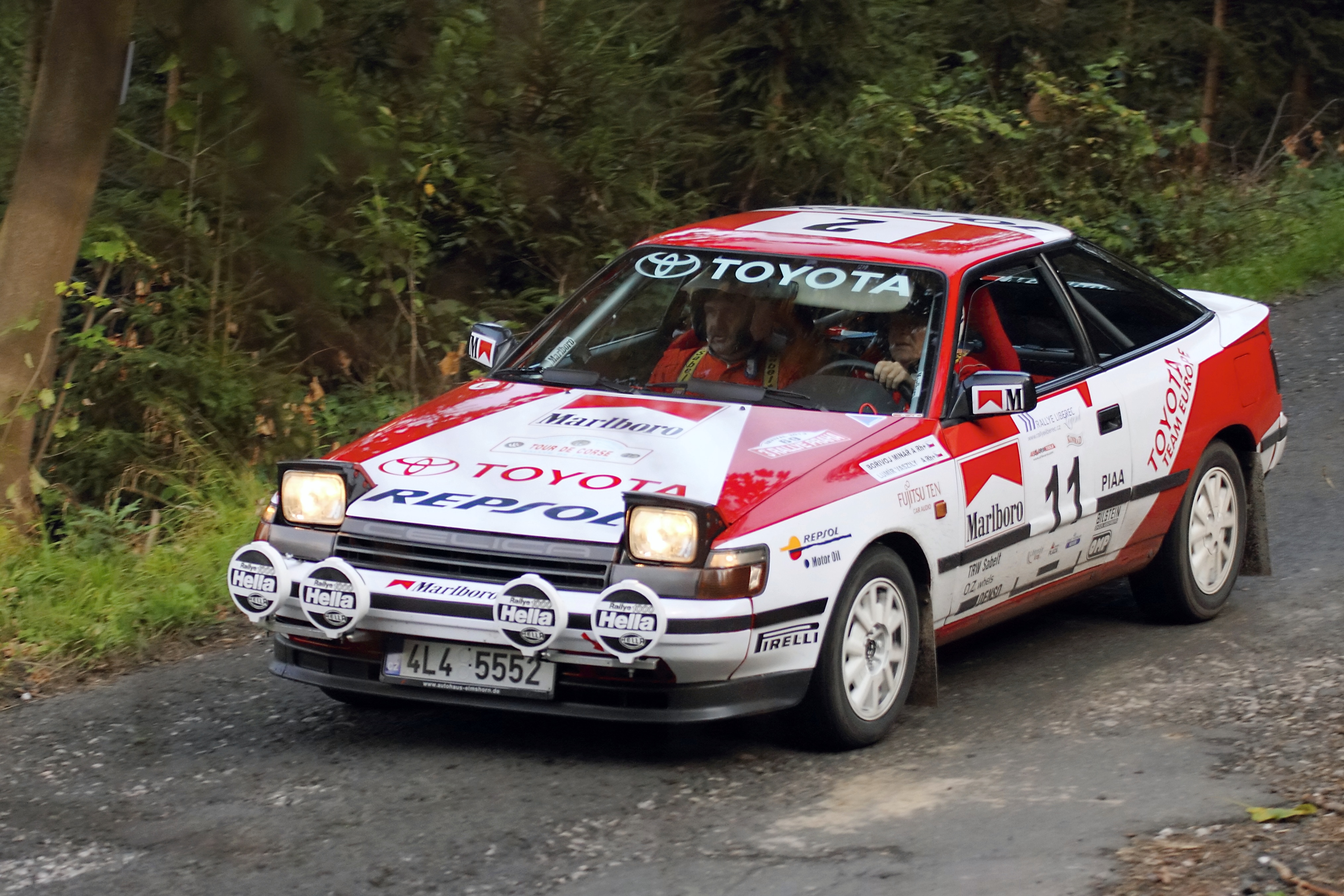
Toyota Celica GT
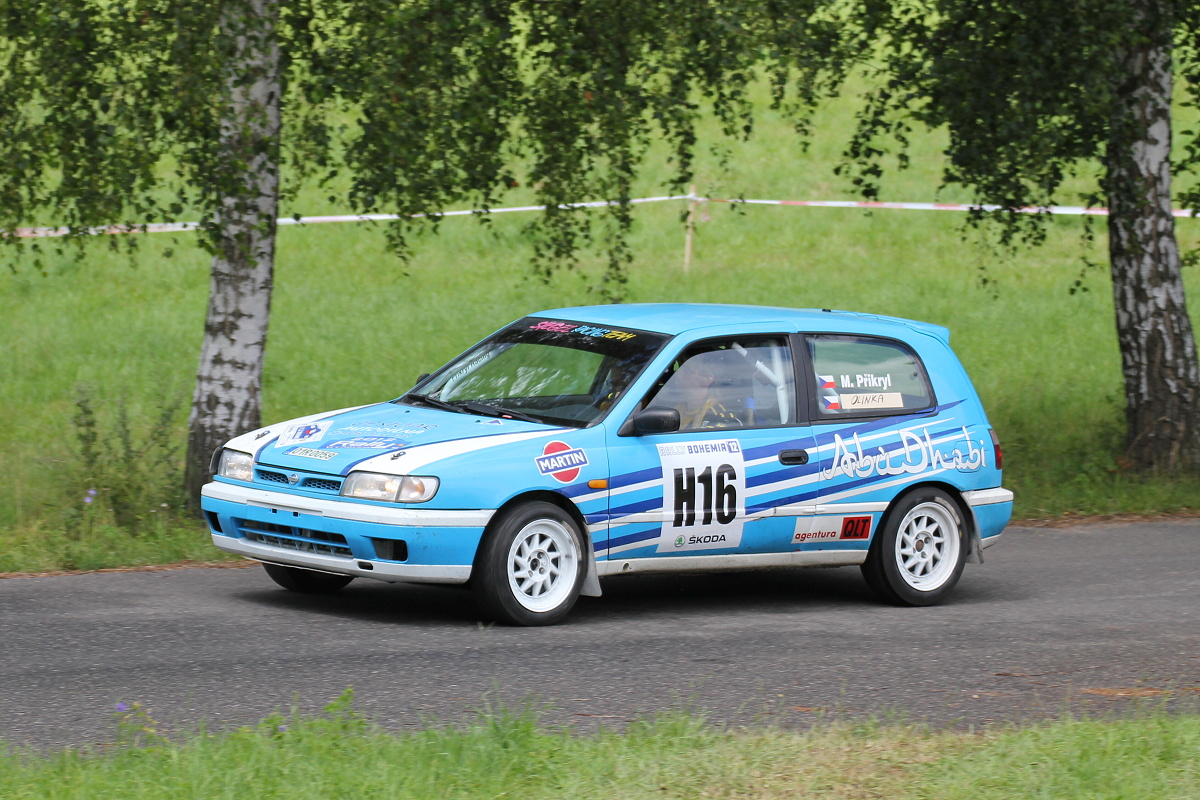
Nissan Sunny

## Teams und Fahrer
| Team                      | Hersteller | Auto                                                      | Fahrer              | Rallye                 |
| ------------------------- | ---------- | --------------------------------------------------------- | ------------------- | ---------------------- |
| Martini Racing            | Lancia     | Lancia Delta HF Integrale                                 | Juha Kankkunen      | 1, 3–4, 6, 9–11, 13–14 |
| Martini Racing            | Lancia     | Lancia Delta HF Integrale                                 | Didier Auriol       | 1, 3, 5–6, 8–11, 13–14 |
| Martini Racing            | Lancia     | Lancia Delta HF Integrale                                 | Philippe Bugalski   | 1, 5, 9                |
| Martini Racing            | Lancia     | Lancia Delta HF Integrale                                 | Andrea Aghini       | 3, 5, 11, 13–14        |
| Martini Racing            | Lancia     | Lancia Delta HF Integrale                                 | Björn Waldegård     | 4                      |
| Martini Racing            | Lancia     | Lancia Delta HF Integrale                                 | Jorge Recalde       | 4, 8                   |
| Toyota Team               | Toyota     | Toyota Celica Turbo 4WD ST185 Toyota Celica GT-Four ST165 | Carlos Sainz senior | 1, 3–8, 10, 13–14      |
| Toyota Team               | Toyota     | Toyota Celica Turbo 4WD ST185 Toyota Celica GT-Four ST165 | Armin Schwarz       | 1, 3, 5–6, 13          |
| Toyota Team               | Toyota     | Toyota Celica Turbo 4WD ST185 Toyota Celica GT-Four ST165 | Markku Alén         | 1–4, 6, 9, 14          |
| Toyota Team               | Toyota     | Toyota Celica Turbo 4WD ST185 Toyota Celica GT-Four ST165 | Mats Jonsson        | 2                      |
| Toyota Team               | Toyota     | Toyota Celica Turbo 4WD ST185 Toyota Celica GT-Four ST165 | Leif Asterhag       | 2                      |
| Toyota Team               | Toyota     | Toyota Celica Turbo 4WD ST185 Toyota Celica GT-Four ST165 | Mikael Ericsson     | 4                      |
| Toyota Team               | Toyota     | Toyota Celica Turbo 4WD ST185 Toyota Celica GT-Four ST165 | Ian Duncan          | 4                      |
| Ford Motor Company        | Ford       | Ford Sierra RS Cosworth 4×4                               | Miki Biasion        | 1, 3, 5–6, 9, 11, 14   |
| Ford Motor Company        | Ford       | Ford Sierra RS Cosworth 4×4                               | François Delecour   | 1, 3, 5–6, 9, 11, 13   |
| Ford Motor Company        | Ford       | Ford Sierra RS Cosworth 4×4                               | Mía Bardolet        | 13                     |
| Ford Motor Company        | Ford       | Ford Sierra RS Cosworth 4×4                               | Malcolm Wilson      | 14                     |
| Team Mitsubishi Ralliart  | Mitsubishi | Mitsubishi Galant VR-4                                    | Kenneth Eriksson    | 1, 3, 6, 14            |
| Team Mitsubishi Ralliart  | Mitsubishi | Mitsubishi Galant VR-4                                    | Timo Salonen        | 1, 3                   |
| Team Mitsubishi Ralliart  | Mitsubishi | Mitsubishi Galant VR-4                                    | Lasse Lampi         | 2, 9, 14               |
| Team Mitsubishi Ralliart  | Mitsubishi | Mitsubishi Galant VR-4                                    | Kenjirō Shinozuka   | 4, 12                  |
| Team Mitsubishi Ralliart  | Mitsubishi | Mitsubishi Galant VR-4                                    | Ross Dunkerton      | 7, 10                  |
| Team Mitsubishi Ralliart  | Mitsubishi | Mitsubishi Galant VR-4                                    | Patrick Tauziac     | 12                     |
| Nissan Motorsports Europe | Nissan     | Nissan Pulsar GTI-R Sunny GTi-R                           | François Chatriot   | 1, 3                   |
| Nissan Motorsports Europe | Nissan     | Nissan Pulsar GTI-R Sunny GTi-R                           | Tommi Mäkinen       | 1, 3, 9, 14            |
| Nissan Motorsports Europe | Nissan     | Nissan Pulsar GTI-R Sunny GTi-R                           | Stig Blomqvist      | 2, 9, 14               |
| Nissan Motorsports Europe | Nissan     | Nissan Pulsar GTI-R Sunny GTi-R                           | Grégoire de Mevius  | 3, 6, 8–9, 12, 14      |
| Nissan Motorsports Europe | Nissan     | Nissan Pulsar GTI-R Sunny GTi-R                           | Mikael Sundström    | 9                      |
| Subaru World Rally Team   | Subaru     | Subaru Legacy RS                                          | Ari Vatanen         | 2, 6–7, 9–10, 14       |
| Subaru World Rally Team   | Subaru     | Subaru Legacy RS                                          | Colin McRae         | 2, 6–7, 9, 14          |
| Subaru World Rally Team   | Subaru     | Subaru Legacy RS                                          | Per Eklund          | 2, 4                   |
| Subaru World Rally Team   | Subaru     | Subaru Legacy RS                                          | Patrick Njiru       | 4                      |
| Subaru World Rally Team   | Subaru     | Subaru Legacy RS                                          | Possum Bourne       | 7, 10                  |
| Subaru World Rally Team   | Subaru     | Subaru Legacy RS                                          | Rob Herridge        | 10                     |
| Audi Sport                | Audi       | Audi 90 Quattro                                           | Rudi Stohl          | 4, 6, 8, 12            |
| Mazda Rally Team          | Mazda      | Mazda 323 GT-X                                            | Rod Millen          | 7, 10                  |
| RCI Banque                | Renault    | Renault Clio 16S                                          | Alain Oreille       | 5                      |
| RCI Banque                | Renault    | Renault Clio 16S                                          | Jean Ragnotti       | 5                      |
| Opel Team Belgium         | Opel       | Opel Calibra 16V Opel Kadett GSi                          | Bruno Thiry         | 5, 11–12               |
| Opel Team Belgium         | Opel       | Opel Calibra 16V Opel Kadett GSi                          | Alain Lopes         | 12                     |

## Kalender
Die eingetragenen Kilometer entsprechen der Distanz der Wertungsprüfungen. Die Distanz der Verbindungsstrecken zwischen den einzelnen WPs ist nicht enthalten (außer bei der Rallye Elfenbeinküste und Safari).
| Rallye                                             | Rang | Fahrer              | Fahrzeug                    | Gesamtzeit Std:Min:Sek | Anzahl WP          | Länge      | Gestartet | im Ziel |  |
| -------------------------------------------------- | ---- | ------------------- | --------------------------- | ---------------------- | ------------------ | ---------- | --------- | ------- |  |
| Rallye Monte Carlo 25.–28. Januar 1992             | 1.   | Didier Auriol       | Lancia Delta HF Integrale   | 6:54:20                | 26 1 abgesagt      | 628,29 km  | 141       | 76      |  |
| Rallye Monte Carlo 25.–28. Januar 1992             | 2.   | Carlos Sainz senior | Toyota Celica Turbo 4WD     | + 02:05                | 26 1 abgesagt      | 628,29 km  | 141       | 76      |  |
| Rallye Monte Carlo 25.–28. Januar 1992             | 3.   | Juha Kankkunen      | Lancia Delta HF Integrale   | + 02:57                | 26 1 abgesagt      | 628,29 km  | 141       | 76      |  |
|                                                    |      |                     |                             |                        |                    |            |           |         |  |
| Rallye Schweden 13.–16. Februar 1992               | 1.   | Mats Jonsson        | Toyota Celica GT-Four       | 5:24:37                | 31                 | 571,19 km  | 94        | 46      |  |
| Rallye Schweden 13.–16. Februar 1992               | 2.   | Colin McRae         | Subaru Legacy RS            | + 00:39                | 31                 | 571,19 km  | 94        | 46      |  |
| Rallye Schweden 13.–16. Februar 1992               | 3.   | Stig Blomqvist      | Nissan Sunny GTI-R          | + 01:32                | 31                 | 571,19 km  | 94        | 46      |  |
|                                                    |      |                     |                             |                        |                    |            |           |         |  |
| Rallye Portugal 3.–7. März 1992                    | 1.   | Juha Kankkunen      | Lancia Delta HF Integrale   | 6:24:37                | 40                 | 577,38 km  | 100       | 30      |  |
| Rallye Portugal 3.–7. März 1992                    | 2.   | Miki Biasion        | Ford Sierra RS Cosworth 4×4 | + 01:33                | 40                 | 577,38 km  | 100       | 30      |  |
| Rallye Portugal 3.–7. März 1992                    | 3.   | Carlos Sainz senior | Toyota Celica Turbo 4WD     | + 04:59                | 40                 | 577,38 km  | 100       | 30      |  |
|                                                    |      |                     |                             |                        |                    |            |           |         |  |
| Rallye Safari 27. März–1. April 1992               | 1.   | Carlos Sainz senior | Toyota Celica Turbo 4WD     | 2:35 Std Strafzeit     | 105 Zeitkontrollen | 4387,84 km | 47        | 21      |  |
| Rallye Safari 27. März–1. April 1992               | 2.   | Juha Kankkunen      | Lancia Delta HF Integrale   | 3:27 Std Strafzeit     | 105 Zeitkontrollen | 4387,84 km | 47        | 21      |  |
| Rallye Safari 27. März–1. April 1992               | 3.   | Jorge Recalde       | Lancia Delta HF Integrale   | 3:34 Std Strafzeit     | 105 Zeitkontrollen | 4387,84 km | 47        | 21      |  |
|                                                    |      |                     |                             |                        |                    |            |           |         |  |
| Rallye Korsika 3.–6. Mai 1992                      | 1.   | Didier Auriol       | Lancia Delta HF Integrale   | 5:34:49                | 23                 | 509,56 km  | 105       | 46      |  |
| Rallye Korsika 3.–6. Mai 1992                      | 2.   | François Delecour   | Ford Sierra RS Cosworth 4×4 | + 01:26                | 23                 | 509,56 km  | 105       | 46      |  |
| Rallye Korsika 3.–6. Mai 1992                      | 3.   | Philippe Bugalski   | Lancia Delta HF Integrale   | + 03:15                | 23                 | 509,56 km  | 105       | 46      |  |
|                                                    |      |                     |                             |                        |                    |            |           |         |  |
| Rallye Griechenland 31. Mai–3. Juni 1992           | 1.   | Didier Auriol       | Lancia Delta HF Integrale   | 7:12:08                | 40                 | 564,05 km  | 74        | 39      |  |
| Rallye Griechenland 31. Mai–3. Juni 1992           | 2.   | Juha Kankkunen      | Lancia Delta HF Integrale   | + 01:29                | 40                 | 564,05 km  | 74        | 39      |  |
| Rallye Griechenland 31. Mai–3. Juni 1992           | 3.   | Miki Biasion        | Ford Sierra RS Cosworth 4×4 | + 02:25                | 40                 | 564,05 km  | 74        | 39      |  |
|                                                    |      |                     |                             |                        |                    |            |           |         |  |
| Rallye Neuseeland 25.–29. Juni 1992                | 1.   | Carlos Sainz senior | Toyota Celica Turbo 4WD     | 6:36:10                | 38                 | 584,14 km  | 76        | 41      |  |
| Rallye Neuseeland 25.–29. Juni 1992                | 2.   | Piero Liatti        | Lancia Delta HF Integrale   | + 04:30                | 38                 | 584,14 km  | 76        | 41      |  |
| Rallye Neuseeland 25.–29. Juni 1992                | 3.   | Ross Dunkerton      | Mitsubishi Galant VR-4      | + 10:12                | 38                 | 584,14 km  | 76        | 41      |  |
|                                                    |      |                     |                             |                        |                    |            |           |         |  |
| Rallye Argentinien 22.–25. Juli 1992               | 1.   | Didier Auriol       | Lancia Delta HF Integrale   | 4:47:26                | 23                 | 458,19 km  | 63        | 31      |  |
| Rallye Argentinien 22.–25. Juli 1992               | 2.   | Carlos Sainz senior | Toyota Celica Turbo 4WD     | + 02:18                | 23                 | 458,19 km  | 63        | 31      |  |
| Rallye Argentinien 22.–25. Juli 1992               | 3.   | Gustavo Trelles     | Lancia Delta HF Integrale   | + 14:11                | 23                 | 458,19 km  | 63        | 31      |  |
|                                                    |      |                     |                             |                        |                    |            |           |         |  |
| Rallye Finnland 27.–30. August 1992                | 1.   | Didier Auriol       | Lancia Delta HF Integrale   | 4:32:45                | 37                 | 524,82 km  | 127       | 61      |  |
| Rallye Finnland 27.–30. August 1992                | 2.   | Juha Kankkunen      | Lancia Delta HF Integrale   | + 00:40                | 37                 | 524,82 km  | 127       | 61      |  |
| Rallye Finnland 27.–30. August 1992                | 3.   | Markku Alén         | Toyota Celica Turbo 4WD     | + 01:59                | 37                 | 524,82 km  | 127       | 61      |  |
|                                                    |      |                     |                             |                        |                    |            |           |         |  |
| Rallye Australien 19.–22. September 1992           | 1.   | Didier Auriol       | Lancia Delta HF Integrale   | 5:13:12                | 35                 | 536,62 km  | 90        | 60      |  |
| Rallye Australien 19.–22. September 1992           | 2.   | Juha Kankkunen      | Lancia Delta HF Integrale   | + 01:41                | 35                 | 536,62 km  | 90        | 60      |  |
| Rallye Australien 19.–22. September 1992           | 3.   | Carlos Sainz senior | Toyota Celica Turbo 4WD     | + 02:04                | 35                 | 536,62 km  | 90        | 60      |  |
|                                                    |      |                     |                             |                        |                    |            |           |         |  |
| Rallye Sanremo 12.–14. Oktober 1992                | 1.   | Andrea Aghini       | Lancia Delta HF Integrale   | 5:52:11                | 24                 | 497,03 km  | 101       | 41      |  |
| Rallye Sanremo 12.–14. Oktober 1992                | 2.   | Juha Kankkunen      | Lancia Delta HF Integrale   | + 00:40                | 24                 | 497,03 km  | 101       | 41      |  |
| Rallye Sanremo 12.–14. Oktober 1992                | 3.   | François Delecour   | Ford Sierra RS Cosworth 4×4 | + 01:42                | 24                 | 497,03 km  | 101       | 41      |  |
|                                                    |      |                     |                             |                        |                    |            |           |         |  |
| Rallye Elfenbeinküste 31. Oktober–2. November 1992 | 1.   | Kenjirō Shinozuka   | Mitsubishi Galant VR-4      | 4:09 Std Strafzeit     | 96 Zeitkontrollen  | 3056 km    | 42        | 13      |  |
| Rallye Elfenbeinküste 31. Oktober–2. November 1992 | 2.   | Bruno Thiry         | Opel Kadett GSI 16V         | 5:32 Std Strafzeit     | 96 Zeitkontrollen  | 3056 km    | 42        | 13      |  |
| Rallye Elfenbeinküste 31. Oktober–2. November 1992 | 3.   | Patrice Servant     | Audi 90 Quattro             | 5:38 Std Strafzeit     | 96 Zeitkontrollen  | 3056 km    | 42        | 13      |  |
|                                                    |      |                     |                             |                        |                    |            |           |         |  |
| Rallye Spanien 9.–11. November 1992                | 1.   | Carlos Sainz senior | Toyota Celica Turbo 4WD     | 6:21:13                | 28                 | 519,65 km  | 74        | 31      |  |
| Rallye Spanien 9.–11. November 1992                | 2.   | Juha Kankkunen      | Lancia Delta HF Integrale   | + 00:36                | 28                 | 519,65 km  | 74        | 31      |  |
| Rallye Spanien 9.–11. November 1992                | 3.   | Andrea Aghini       | Lancia Delta HF Integrale   | + 01:32                | 28                 | 519,65 km  | 74        | 31      |  |
|                                                    |      |                     |                             |                        |                    |            |           |         |  |
| Rallye Großbritannien 22.–25. November 1992        | 1.   | Carlos Sainz senior | Toyota Celica Turbo 4WD     | 5:23:06                | 34                 | 565,41 km  | 157       | 101     |  |
| Rallye Großbritannien 22.–25. November 1992        | 2.   | Ari Vatanen         | Subaru Legacy RS            | + 02:16                | 34                 | 565,41 km  | 157       | 101     |  |
| Rallye Großbritannien 22.–25. November 1992        | 3.   | Juha Kankkunen      | Lancia Delta HF Integrale   | + 02:45                | 34                 | 565,41 km  | 157       | 101     |  |

| Farbe  | Untergrund |
| ------ | ---------- |
| Gold   | Schotter   |
| Silber | Asphalt    |
| Blau   | Eis/Schnee |
| Bronze | Gemischt   |

## Klassifikationen
| Punkteverteilung | Punkteverteilung | Punkteverteilung | Punkteverteilung | Punkteverteilung | Punkteverteilung | Punkteverteilung | Punkteverteilung | Punkteverteilung | Punkteverteilung | Punkteverteilung |
| ---------------- | ---------------- | ---------------- | ---------------- | ---------------- | ---------------- | ---------------- | ---------------- | ---------------- | ---------------- | ---------------- |
| Rang             | 1                | 2                | 3                | 4                | 5                | 6                | 7                | 8                | 9                | 10               |
| Punkte           | 20               | 15               | 12               | 10               | 8                | 6                | 4                | 3                | 2                | 1                |

### Fahrerwertung
| Rang | Fahrer                  | MON | SWE | POR | KEN | FRA | GRE | NZL | ARG | FIN | AUS | ITA | CIV | ESP | GBR | Punkte |
| ---- | ----------------------- | --- | --- | --- | --- | --- | --- | --- | --- | --- | --- | --- | --- | --- | --- | ------ |
| 1    | Carlos Sainz senior     | 15  | –   | 12  | 20  | 10  | –   | 20  | 15  | –   | 12  | –   | –   | 20  | 20  | 144    |
| 2    | Juha Kankkunen          | 12  | –   | 20  | 15  | –   | 15  | –   | –   | 15  | 15  | 15  | –   | 15  | 12  | 134    |
| 3    | Didier Auriol           | 20  | –   | –   | –   | 20  | 20  | –   | 20  | 20  | 20  | –   | –   | 1   | –   | 121    |
| 4    | Miki Biasion            | 3   | –   | 15  | –   | 4   | 12  | –   | –   | 8   | –   | 10  | –   | –   | 8   | 60     |
| 5    | Markku Alén             | –   | 10  | 10  | 8   | –   | –   | –   | –   | 12  | –   | –   | –   | –   | 10  | 50     |
| 6    | François Delecour       | 10  | –   | –   | –   | 15  | 8   | –   | –   | –   | –   | 12  | –   | –   | –   | 45     |
| 7    | Andrea Aghini           | –   | –   | –   | –   | 6   | –   | –   | –   | –   | –   | 20  | –   | 12  | 1   | 39     |
| 8    | Colin McRae             | –   | 15  | –   | –   | –   | 10  | –   | –   | 3   | –   | –   | –   | –   | 6   | 34     |
| 9    | Alex Fiorio             | –   | –   | –   | –   | –   | 4   | –   | 10  | –   | –   | 8   | –   | 10  | –   | 32     |
| 10   | Jorge Recalde           | –   | –   | –   | 12  | –   | 6   | –   | –   | –   | 10  | –   | –   | –   | –   | 28     |
| 11   | Ari Vatanen             | –   | –   | –   | –   | –   | –   | –   | –   | 10  | –   | –   | –   | –   | 15  | 25     |
| 12   | Piero Liatti            | –   | –   | –   | –   | 3   | –   | 15  | –   | –   | –   | 4   | –   | –   | –   | 22     |
| 13   | Philippe Bugalski       | 8   | –   | –   | –   | 12  | –   | –   | –   | 2   | –   | –   | –   | –   | –   | 22     |
| 14   | Kenjirō Shinozuka       | –   | –   | –   | 1   | –   | –   | –   | –   | –   | –   | –   | 20  | –   | –   | 21     |
| 15   | Mats Jonsson            | –   | 20  | –   | –   | –   | –   | –   | –   | –   | –   | –   | –   | –   | –   | 20     |
| 16   | Ross Dunkerton          | –   | –   | –   | –   | –   | –   | 12  | –   | –   | 8   | –   | –   | –   | –   | 20     |
| 17   | Bruno Thiry             | –   | –   | –   | –   | –   | –   | –   | –   | –   | –   | 2   | 15  | –   | –   | 17     |
| 18   | Gustavo Trelles         | –   | –   | –   | –   | –   | –   | –   | 12  | –   | –   | –   | –   | 4   | –   | 16     |
| 19   | Armin Schwarz           | –   | –   | –   | –   | 8   | –   | –   | –   | –   | –   | –   | –   | 8   | –   | 16     |
| 20   | Timo Salonen            | 6   | –   | 8   | –   | –   | –   | –   | –   | –   | –   | –   | –   | –   | –   | 14     |
| 21   | Stig Blomqvist          | –   | 12  | –   | –   | –   | –   | –   | –   | –   | –   | –   | –   | –   | –   | 12     |
| 21   | Patrice Servant         | –   | –   | –   | –   | –   | –   | –   | –   | –   | –   | –   | 12  | –   | –   | 12     |
| 23   | Hiroshi Nishiyama       | –   | –   | –   | –   | –   | –   | –   | 2   | –   | –   | –   | 10  | –   | –   | 12     |
| 24   | Ed Ordynski             | –   | –   | –   | –   | –   | –   | 8   | –   | –   | 4   | –   | –   | –   | –   | 12     |
| 25   | Mikael Ericsson         | –   | –   | –   | 10  | –   | –   | –   | –   | –   | –   | –   | –   | –   | –   | 10     |
| 25   | Mikael Sundström        | –   | –   | –   | –   | –   | –   | 10  | –   | –   | –   | –   | –   | –   | –   | 10     |
| 27   | François Chatriot       | 4   | –   | 6   | –   | –   | –   | –   | –   | –   | –   | –   | –   | –   | –   | 10     |
| 28   | Lasse Lampi             | –   | 3   | –   | –   | –   | –   | –   | –   | 6   | –   | –   | –   | –   | –   | 9      |
| 29   | Leif Asterhag           | –   | 8   | –   | –   | –   | –   | –   | –   | –   | –   | –   | –   | –   | –   | 8      |
| 29   | Rudi Stohl              | –   | –   | –   | –   | –   | –   | –   | 8   | –   | –   | –   | –   | –   | –   | 8      |
| 29   | Samir Assef             | –   | –   | –   | –   | –   | –   | –   | –   | –   | –   | –   | 8   | –   | –   | 8      |
| 32   | Per Eklund              | –   | 6   | –   | 2   | –   | –   | –   | –   | –   | –   | –   | –   | –   | –   | 8      |
| 32   | Carlos Menem jr.        | –   | –   | 2   | –   | –   | –   | –   | 6   | –   | –   | –   | –   | –   | –   | 8      |
| 34   | Ian Duncan              | –   | –   | –   | 6   | –   | –   | –   | –   | –   | –   | –   | –   | –   | –   | 6      |
| 34   | Yoshio Fujimoto         | –   | –   | –   | –   | –   | –   | 6   | –   | –   | –   | –   | –   | –   | –   | 6      |
| 34   | Possum Bourne           | –   | –   | –   | –   | –   | –   | –   | –   | –   | 6   | –   | –   | –   | –   | 6      |
| 34   | Gilberto Pianezzola     | –   | –   | –   | –   | –   | –   | –   | –   | –   | –   | 6   | –   | –   | –   | 6      |
| 34   | Alain Oudit             | –   | –   | –   | –   | –   | –   | –   | –   | –   | –   | –   | 6   | –   | –   | 6      |
| 34   | Jesús Puras             | –   | –   | –   | –   | –   | –   | –   | –   | –   | –   | –   | –   | 6   | –   | 6      |
| 40   | Tommi Mäkinen           | 2   | –   | –   | –   | –   | –   | –   | –   | –   | –   | –   | –   | –   | 3   | 5      |
| 41   | Björn Johansson         | –   | 4   | –   | –   | –   | –   | –   | –   | –   | –   | –   | –   | –   | –   | 4      |
| 41   | Mía Bardolet            | –   | –   | 4   | –   | –   | –   | –   | –   | –   | –   | –   | –   | –   | –   | 4      |
| 41   | Sarbi Rai               | –   | –   | –   | 4   | –   | –   | –   | –   | –   | –   | –   | –   | –   | –   | 4      |
| 41   | Will Orr                | –   | –   | –   | –   | –   | –   | 4   | –   | –   | –   | –   | –   | –   | –   | 4      |
| 41   | Gabriel Raies           | –   | –   | –   | –   | –   | –   | –   | 4   | –   | –   | –   | –   | –   | –   | 4      |
| 41   | Sebastian Lindholm      | –   | –   | –   | –   | –   | –   | –   | –   | 4   | –   | –   | –   | –   | –   | 4      |
| 41   | Manfred Stohl           | –   | –   | –   | –   | –   | –   | –   | –   | –   | –   | –   | 4   | –   | –   | 4      |
| 41   | Kenneth Eriksson        | –   | –   | –   | –   | –   | –   | –   | –   | –   | –   | –   | –   | –   | 4   | 4      |
| 49   | Joaquim Santos          | –   | –   | 3   | –   | –   | –   | –   | –   | –   | –   | –   | –   | –   | –   | 3      |
| 49   | Patrick Njiru           | –   | –   | –   | 3   | –   | –   | –   | –   | –   | –   | –   | –   | –   | –   | 3      |
| 49   | Giannis Vardinogiannis  | –   | –   | –   | –   | –   | 3   | –   | –   | –   | –   | –   | –   | –   | –   | 3      |
| 49   | Seiichiro Taguchi       | –   | –   | –   | –   | –   | –   | 3   | –   | –   | –   | –   | –   | –   | –   | 3      |
| 49   | Miguel Torrás           | –   | –   | –   | –   | –   | –   | –   | 3   | –   | –   | –   | –   | –   | –   | 3      |
| 49   | Tolley Challis          | –   | –   | –   | –   | –   | –   | –   | –   | –   | 3   | –   | –   | –   | –   | 3      |
| 49   | César Baroni            | –   | –   | –   | –   | –   | –   | –   | –   | –   | –   | 3   | –   | –   | –   | 3      |
| 49   | Denis Occelli           | –   | –   | –   | –   | –   | –   | –   | –   | –   | –   | –   | 3   | –   | –   | 3      |
| 49   | Pedro Diego             | –   | –   | –   | –   | –   | –   | –   | –   | –   | –   | –   | –   | 3   | –   | 3      |
| 58   | Sören Nilsson           | –   | 2   | –   | –   | –   | –   | –   | –   | –   | –   | –   | –   | –   | –   | 2      |
| 58   | Jean Ragnotti           | –   | –   | –   | –   | 2   | –   | –   | –   | –   | –   | –   | –   | –   | –   | 2      |
| 58   | Grégoire de Mevius      | –   | –   | –   | –   | –   | 2   | –   | –   | –   | –   | –   | –   | –   | –   | 2      |
| 58   | Barry Sexton            | –   | –   | –   | –   | –   | –   | 2   | –   | –   | –   | –   | –   | –   | –   | 2      |
| 58   | Kiyoshi Inoue           | –   | –   | –   | –   | –   | –   | –   | –   | –   | 2   | –   | –   | –   | –   | 2      |
| 58   | Jean-Claude Dupuis      | –   | –   | –   | –   | –   | –   | –   | –   | –   | –   | –   | 2   | –   | –   | 2      |
| 58   | Mohammed bin Sulayem    | –   | –   | –   | –   | –   | –   | –   | –   | –   | –   | –   | –   | 2   | –   | 2      |
| 58   | Malcolm Wilson          | –   | –   | –   | –   | –   | –   | –   | –   | –   | –   | –   | –   | –   | 2   | 2      |
| 66   | Jarmo Kytölehto         | –   | 1   | –   | –   | –   | –   | –   | –   | 1   | –   | –   | –   | –   | –   | 2      |
| 66   | Craig Stallard          | –   | –   | –   | –   | –   | –   | 1   | –   | –   | 1   | –   | –   | –   | –   | 2      |
| 68   | hristophe Spiliotis     | 1   | –   | –   | –   | –   | –   | –   | –   | –   | –   | –   | –   | –   | –   | 1      |
| 68   | José Miguel Leite Faria | –   | –   | 1   | –   | –   | –   | –   | –   | –   | –   | –   | –   | –   | –   | 1      |
| 68   | Alain Oreille           | –   | –   | –   | –   | 1   | –   | –   | –   | –   | –   | –   | –   | –   | –   | 1      |
| 68   | Fernando Capdevila      | –   | –   | –   | –   | –   | 1   | –   | –   | –   | –   | –   | –   | –   | –   | 1      |
| 68   | Walter D’Agostini       | –   | –   | –   | –   | –   | –   | –   | 1   | –   | –   | –   | –   | –   | –   | 1      |
| 68   | Giovanni Manfrinato     | –   | –   | –   | –   | –   | –   | –   | –   | –   | –   | 1   | –   | –   | –   | 1      |
| 68   | Guy Colsoul             | –   | –   | –   | –   | –   | –   | –   | –   | –   | –   | –   | 1   | –   | –   | 1      |
| Rang | Fahrer                  | MON | SWE | POR | KEN | FRA | GRE | NZL | ARG | FIN | AUS | ITA | CIV | ESP | GBR | Punkte |

### Herstellerwertung
Die Anzahl der Weltmeisterschaftsläufe in der Fahrerweltmeisterschaft entspricht nicht der Anzahl Weltmeisterschaftsläufe in der Herstellerwertung.
| Rang | Team       | MON | POR | KEN  | FRA  | GRE | ARG | FIN | AUS | ITA  | GBR  | Punkte |
| ---- | ---------- | --- | --- | ---- | ---- | --- | --- | --- | --- | ---- | ---- | ------ |
| 1    | Lancia     | 20  | 20  | (17) | 20   | 20  | 20  | 20  | 20  | (20) | (14) | 140    |
| 2    | Toyota     | 17  | 14  | 20   | (12) | (4) | 17  | 14  | 14  | –    | 20   | 116    |
| 3    | Ford       | 12  | 17  | –    | 17   | 14  | –   | 10  | –   | 14   | 10   | 94     |
| 4    | Subaru     | –   | –   | 11   | –    | 12  | –   | 12  | 8   | –    | 17   | 60     |
| 5    | Mitsubishi | 8   | 10  | 2    | –    | –   | –   | 8   | 10  | –    | 6    | 44     |
| 6    | Nissan     | 6   | 8   | –    | –    | 10  | 9   | –   | –   | –    | 4    | 37     |
| 7    | Audi       | –   | –   | –    | –    | –   | 10  | –   | –   | –    | –    | 10     |
| 8    | Renault    | –   | –   | –    | 2    | –   | 7   | –   | –   | –    | –    | 9      |
| 9    | Opel       | –   | –   | –    | –    | –   | –   | –   | –   | 2    | –    | 2      |
| Rang | Fahrer     | MON | POR | KEN  | FRA  | GRE | ARG | FIN | AUS | ITA  | GBR  | Punkte |